# Prato (província)
A província de Prato é uma província italiana da região da Toscana com cerca de 227 886 habitantes, densidade de 624 hab/km². Está dividida em 7 comunas, sendo a capital Prato.
Faz fronteira a norte com a região da Emília-Romanha (província de Bolonha), a sul e leste com a província de Florença e a oeste com a província de Pistoia.
Esta província foi desanexada da Florença em 1992.